# Nancy Drew: The Phantom of Venice
The Phantom of Venice es la 18.ª entrega de la serie de juegos de aventuras point-and-click Nancy Drew de Her Interactive. El juego está disponible para jugar en plataformas Microsoft Windows. Tiene una clasificación ESRB de E por momentos de violencia leve y peligro. Los jugadores asumen la perspectiva en primera persona de la detective amateur ficticia Nancy Drew y deben resolver el misterio interrogando a los sospechosos, resolviendo acertijos y descubriendo pistas. Hay dos niveles de juego, el modo detective junior y el modo detective senior, cada uno ofrece un nivel de dificultad diferente de acertijos y pistas; sin embargo, ninguno de estos cambios afecta la trama del juego. El juego está basado vagamente en el libro de 1985 del mismo nombre.

## Trama
La policía secreta italiana ha llamado a Nancy Drew para investigar una serie de robos de arte que ocurren en Venecia. El ladrón se ha estado vistiendo con una máscara y una capa, y los medios de comunicación han comenzado a llamarlo «El Fantasma», no sólo por su forma de vestir, sino porque deja muy pocas pistas. En realidad, un sindicato de criminales es el responsable de los robos, utilizando personajes de la comedia del arte como nombres clave. Nancy es enviada a espiar la red y descubrir al líder de los crímenes.

## Desarrollo

### Personajes
- Nancy Drew - Nancy es una detective aficionada de 18 años de la ciudad ficticia de River Heights en Estados Unidos. Ella es el único personaje jugable en el juego, lo que significa que el jugador debe resolver el misterio desde su perspectiva.
- Colin Baxter - Colin es un restaurador de arte de Oxford, Inglaterra. Está restaurando Ca' Nascosta por muy poco dinero, pese a ser uno de los mejores en su campo. Afirma que ama el arte y trabaja por casi nada porque es su pasión. Su trabajo le permite acceder a valiosos artefactos.
- Margherita Faubourg - Margherita, que acaba de enviudar, compró Ca' Nascosta para consolidar su estatus como miembro de la alta sociedad veneciana. Es posible que sus hábitos de gasto hayan hecho que atravesara tiempos difíciles.
- Helena Berg - Helena es una periodista de Austria que se especializa en informar sobre crímenes de alto perfil. Ambiciosa y calculadora, Helena tiene un gran conocimiento de los fracasos y éxitos de las redes criminales.
- Enrico Tazza - Enrico, originalmente un guardia de bienes robados, dirige un club privado llamado Casa dei Giochi, pero ¿es solo una fachada para otra red criminal. Él tiene las conexiones y el conocimiento para robar los artefactos.
- Antonio Fango – El principal sospechoso del caso, Antonio instaló sistemas inalámbricos en los edificios donde fueron robados los invaluables artefactos. Lamentablemente, las autoridades no tienen pruebas contra él.

### Elenco
- Nancy Drew - Lani Minella
- Helena Berg - Adrienne MacIain
- Colin Baxter - Jonah von Spreekin
- Margherita Faubourg - Ginebra Hammond
- Enrico Tazza - Bruce Milligan
- Ned Nickerson - Scott Carty
- Joe Hardy - Rob Jones
- Sofía Leporace - Angela Mills
- Prudence Rutherford - Simoune Choule
- Fausto / Romano el gondolero cantante - Robert Riedl
- Angelo, el gondolero cantante - Andrew Parks
- Benito el gondolero cantante - Bob Love
- Bruno el gondolero cantante - Brandon K. Higa
- Raimondo el gondolero cantante - Robert Scherzer
- Timoteo el gondolero cantante - Tim Burke
- Voces italianas - Giuseppe Leporace, Vanja Skoric, Claudio Mazzola[3]